# Englewood (Chicago)

Situation d'Englewood dans la ville de Chicago

Englewood est l'un des 77 secteurs communautaires de la ville de Chicago aux États-Unis.
Quartier pauvre, l'espérance de vie des habitants d'Englewood n'est que de 60 ans.
Le déclin du quartier s’est amorcé dans les années 1980 et s'est accéléré dans les années 1990, avec la disparition progressive des emplois locaux. Le chômage a ouvert la voie à la drogue, qui elle-même a favorisé la violence et la précarité.
Pendant des décennies, Englewood a enregistré l’un des taux d’empoisonnement au plomb parmi les plus élevés des États-Unis. Ce type d’empoisonnement, lié à une contamination résidentielle, favorise les pics d’agressivité, en particulier chez les enfants.